# Jiří Poláček (lední hokejista)
Jiří Poláček (* 19. dubna 1943) je bývalý český hokejový útočník.

## Hokejová kariéra
V československé lize hrál za TJ Gottwaldov. Za Gottwaldov odehrál 6 ligových sezón, nastoupil ve 162 ligových utkáních, dal 54 gólů a měl 31 asistencí.

## Klubové statistiky
| Sezona    | Klub          | Soutěž  | Základní část | Základní část | Základní část | Základní část | Základní část |
| Sezona    | Klub          | Soutěž  | Z             | G             | A             | B             | TM            |
| --------- | ------------- | ------- | ------------- | ------------- | ------------- | ------------- | ------------- |
| 1964/1965 | TJ Gottwaldov | 1. liga | 17            | 9             | 0             | 9             | 16            |
| 1965/1966 | TJ Gottwaldov | 1. liga | 34            | 12            | 7             | 19            | 12            |
| 1966/1967 | TJ Gottwaldov | 1. liga | 34            | 9             | 11            | 20            | 0             |
| 1967/1968 | TJ Gottwaldov | 1. liga | 29            | 8             | 4             | 12            | -             |
| 1968/1969 | TJ Gottwaldov | 1. liga | 34            | 14            | 7             | 21            | -             |
| 1969/1970 | TJ Gottwaldov | 1. liga | 14            | 2             | 2             | 4             | -             |